# Spaanse Water
Spaanse Water – miejscowość (plaats) i laguna w dystrykcie Bandariba, w kraju autonomicznym Curaçao, należącym do Holandii, w Ameryce Południowej. 20 października 2023 r. liczyła 3808 mieszkańców. Leży w południowej części wyspy. Jest tu wiele zatok oraz wysp.

## Osady
Siedem osad (wijk) należy do miejscowości:
- Brakkeput
- Brakkeput Abou
- Brakkeput Ariba
- Brakkeput Mei Mei
- Jan Sofat
- Jan Thiel
- Santa Barbara